# Mario Piccioli
Mario Piccioli (Firenze, 2 giugno 1926 – Firenze, 3 agosto 2010) è stato un superstite italiano dei campi di concentramento di Mauthausen, Ebensee e Linz III e presidente dell'associazione ANED.

## Biografia
Piccioli crebbe a Firenze nel quartiere di San Frediano, dove abitava con i suoi genitori e un fratello maggiore. La sua famiglia non era fascista e, a differenza della maggior parte delle persone dell'epoca, non aveva mai dovuto patire la fame. Andò a scuola fino alla quinta elementare, poi lavorò per alcuni negozi diversi.
In seguito allo sciopero generale proclamato nell'Italia settentrionale e centrale, il 7 marzo 1944 sua madre venne arrestata e portata alle Scuole Leopoldine di Firenze. Il giorno dopo, mentre Piccioli andava a cercarla, anche lui fu arrestato da un fascista.
Sebbene sua madre fosse rilasciata, Piccioli e tanti altri arrestati furono caricati su camion e portati alla stazione di Santa Maria Novella. In quaranta per vagone vennero fatti salire, rinchiusi e deportati al campo di concentramento di Mauthausen, dove arrivarono tre giorni dopo.
Accompagnati dalle urla delle SS furono costretti a percorrere la salita di circa 5 chilometri dalla stazione al campo. Seguì il discorso di un ufficiale tedesco, dopo di che i deportati furono spogliati e rasati completamente, disinfettati e spinti nelle docce. Piccioli fu immatricolato con il numero 57344.

### Da Mauthausen ad Ebensee e Linz
Dopo la quarantena di 15 giorni, che serviva ad estenuare i deportati mentalmente e fisicamente, assieme a tanti compagni italiani venne trasferito al campo di concentramento di Ebensee, un sottocampo di Mauthausen. I prigionieri furono impegnati allo scopo di costruire enormi gallerie per rendere possibile lo sviluppo e la produzione di missili intercontinentali.
Piccioli fu costretto al lavoro nelle gallerie che si trovavano a circa un chilometro dal campo, durante il quale i prigionieri vennero controllati dalle SS con cani addestrati.
A causa delle sue pessime condizioni di salute fu portato all'infermeria e durante una selezione scelto per ritornare a Mauthausen. Anche lì fu messo in una baracca che fungeva da infermeria, dove rimase dal 25 luglio al 31 agosto 1944.
In seguito venne trasferito al campo di Linz III, dove i deportati furono impiegati in una fonderia, nella costruzione di centrali energetiche, in lavori di sbancamento e nella fabbricazione di carri armati.

### La vita dopo la liberazione
Il 5 maggio 1945 Piccioli venne liberato a Linz dalle truppe americane. Al momento della sua liberazione pesava 31 chili. Più tardi gli italiani furono spostati in un ex campo di prigionia, dove Piccioli passò circa un mese.
Viaggiando su un treno bestiame fino a Bolzano e da lì su un camion, Piccioli arrivò a Firenze il 23 giugno 1945. Già un mese dopo riprese a lavorare in una cartiera. Nel 1963 entrò a lavorare alla Provincia di Firenze, dov'è stato fino alla pensione.
Dal gennaio del 2009, Piccioli è stato presidente dell'ANED di Firenze. In particolare negli ultimi anni di vita ha svolto un'attività di testimone instancabile presso scuole e università.
È morto martedì 3 agosto 2010 poco dopo le 21 all'ospedale di Torregalli (FI) all'età di 84 anni. Era l'ultimo sopravvissuto di Mauthausen